# Olympique de Marseille 1979-1980
Questa voce raccoglie le informazioni riguardanti l'Olympique de Marseille nelle competizioni ufficiali della stagione 1979-1980.

## Maglie e sponsor
Lo sponsor tecnico per la stagione 1979-1980 è Adidas, mentre lo sponsor ufficiale è Mas d'Auge.
| Manica sinistra · Manica sinistra · Maglietta · Maglietta · Manica destra · Manica destra · Pantaloncini · Calzettoni · Calzettoni |

## Rosa
| N. |                    | Ruolo | Calciatore         |
| -- | ------------------ | ----- | ------------------ |
|    | Francia (bandiera) | P     | René Charrier      |
|    | Francia (bandiera) | P     | Gérard Migeon      |
|    | Francia (bandiera) | D     | José Anigo         |
|    | Francia (bandiera) | D     | Gérard Bacconnier  |
|    | Francia (bandiera) | D     | Christian Caminiti |
|    | Francia (bandiera) | D     | Roland Gransart    |
|    | Francia (bandiera) | D     | Jacques Lopez      |
|    | Francia (bandiera) | D     | Marius Trésor      |
|    | Francia (bandiera) | D     | Jean-Pierre Truqui |
|    | Francia (bandiera) | D     | Henri Zambelli     |
|    | Francia (bandiera) | C     | Robert Buigues     |
|    | Francia (bandiera) | C     | Jean Fernandez     |
|    | Francia (bandiera) | C     | Jean-Yves Francini |

| N. |                    | Ruolo | Calciatore          |
| -- | ------------------ | ----- | ------------------- |
|    | Francia (bandiera) | C     | Jean-Jacques Garcia |
|    | Svezia (bandiera)  | C     | Anders Linderoth    |
|    | Francia (bandiera) | C     | Philippe Piette     |
|    | Francia (bandiera) | C     | Victor Zvunka       |
|    | Francia (bandiera) | A     | Marc Berdoll        |
|    | Francia (bandiera) | A     | Michel Castellani   |
|    | Francia (bandiera) | A     | Marcel De Falco     |
|    | Francia (bandiera) | A     | Hervé Flores        |
|    | Senegal (bandiera) | A     | Michel N'Gom        |
|    | Francia (bandiera) | A     | Marc Pascal         |
|    | Tunisia (bandiera) | A     | Témime Lahzami      |
|    | Francia (bandiera) | A     | Didier Six          |

## Statistiche

### Andamento in campionato
| Giornata  | 1 | 2  | 3  | 4  | 5  | 6  | 7  | 8  | 9  | 10 | 11 | 12 | 13 | 14 | 15 | 16 | 17 | 18 | 19 | 20 | 21 | 22 | 23 | 24 | 25 | 26 | 27 | 28 | 29 | 30 | 31 | 32 | 33 | 34 | 35 | 36 | 37 | 38 |
| --------- | - | -- | -- | -- | -- | -- | -- | -- | -- | -- | -- | -- | -- | -- | -- | -- | -- | -- | -- | -- | -- | -- | -- | -- | -- | -- | -- | -- | -- | -- | -- | -- | -- | -- | -- | -- | -- | -- |
| Luogo     | C | T  | C  | T  | C  | T  | C  | T  | C  | T  | C  | T  | C  | T  | C  | C  | T  | C  | T  | C  | T  | C  | T  | C  | T  | C  | T  | C  | T  | C  | T  | C  | T  | C  | C  | T  | C  | T  |
| Risultato | V | P  | P  | P  | V  | P  | P  | P  | P  | V  | N  | P  | V  | N  | V  | P  | P  | P  | P  | P  | P  | N  | P  | V  | P  | P  | N  | V  | P  | V  | P  | V  | P  | P  | N  | P  | P  | P  |
| Posizione | 1 | 10 | 13 | 19 | 14 | 16 | 17 | 19 | 19 | 17 | 17 | 18 | 17 | 19 | 16 | 18 | 19 | 19 | 19 | 19 | 19 | 19 | 19 | 19 | 19 | 19 | 19 | 19 | 19 | 19 | 19 | 19 | 19 | 19 | 19 | 19 | 19 | 19 |

Fonte:  France » Ligue 1 1979/1980 » Schedule, su worldfootball.net.
Legenda:

Luogo: C = Casa; T = Trasferta. Risultato: V = Vittoria; N = Pareggio; P = Sconfitta.